# 巴加多
巴加多是哥倫比亞的城鎮，位於該國西部，由喬科省負責管轄，距離首府基布多80公里，始建於1578年，面積777平方公里，海拔高度163米，2005年人口8,174。
5°25′N 76°25′W / 5.417°N 76.417°W